# Кобб (округ)
Кобб (англ. Cobb County) — округ штата Джорджия, США. Население округа на 2000 год составляло 607 751 человек. Административный центр округа — город Мариетта.

## История
Округ Кобб основан в 1832 году.

## География
Округ занимает площадь 880,6 км². В него входят города Мариетта (административный центр округа), Акуэрт, Остелл, Кеннесо, Мейблтон, Паудер-Спрингс и Смерна.

## Демография
Согласно Бюро переписи населения США, в округе Кобб в 2000 году проживало 607751 человек. Плотность населения составляла 690,2 человек на квадратный километр.